# Доля: Сага Вінкс
«Доля: Сага Вінкс» (англ. Fate: The Winx Saga) — фентезійний телесеріал, заснований на мультсеріалі «Клуб Вінкс», створеному Іджініо Страффі. Іджініо Страффі виступає як виконавчий продюсер поряд з шоуранером Брайаном Янгом (Щоденники вампіра), Джуді Коніген і Крісом Тік'є. Компанія Кріса Тік'є, Archery Pictures, також бере участь у виробництві. Прем'єра першого сезону відбулася 22 січня 2021 року на потоковому сервісі Netflix, прем'єра другого сезону відбулася 16 вересня 2022 року. 1 листопада 2022 року телесеріал було закрито після другого сезону.
Іджініо Страффі планував адаптувати «Клуб Вінкс» у живій дії ще у 2011 році. Перш ніж почати виробництво цього проєкту, Страффі набув досвід роботи з телевізійними шоу в прямому ефірі, працюючи продюсером серіалу «Club 57». Основні зйомки серіалу почалися у вересні 2019 року в Ірландії.
За словами Страффі, серіал розрахований на дорослих шанувальників мультсеріалу. Співрежисерками серіалу виступили Ліза Джеймс-Ларссон і Ганна Квінн.

## Сюжет
В чарівну школу-інтернат Алфея приїжджають навчатися студенти з усього потойбічного світу, щоб навчитися магії і дізнатися, як контролювати свої сили. У центрі сюжету п'ятеро учениць, які стають сусідками по кімнаті: Блум, Стелла, Муза, Аіша і Терра. Коли давнє, давно переможене зло раптово з'являється за стінами замку, п'ять фей змушені піддати свої сили випробуванню. Вони відкриють настільки могутню таємницю, що вона кине виклик всьому, що вони знають про потойбічний світ і про себе.

## У ролях
| Актор                    | Роль |
| ------------------------ | --- |
| Ебігейл Коуен            | Блум Пітерс фея вогню зі світу людей і названа дочка Майка і Ванесси Пітерс                                                                                                  |
| Ганна ван дер Вестхайзен | Стелла фея світла, принцеса Солярії й дочка королеви Луни. Зарозуміла і зі злегка заниженою самооцінкою, але з усіх сил прагне стати кращою                                  |
| Прешес Мустафа           | Аіша фея води, спортсменка і класична трудяга |
| Еліша Епплбаум           | Муза фея розуму та емпатка, яка завжди тримається на відстані, щоб її розум не був перевантажений емоціями довколишніх                                                       |
| Еліот Солт               | Терра Гарві фея землі, дочка професора Гарві й Троянди, сестра Сема і кузина Флори. Незграбна благодійницґ, чия влада над світом природи може несподівано знищити суперників |
| Седі Совералл            | Беатрікс фея повітря |
| Денні Гріффін            | Скай спеціаліст і син Андреаса, легендарного загиблого героя, який боровся зі Спаленими                                                                                      |
| Фредді Торп              | Рівен фахівець з непростим характером, найкращий друг Ская |
| Джейкоб Дадман           | Сем Гарві фей землі, брат Терри, син професора Гарві та Троянди |
| Тео Грем                 | Дейн фахівець, новенький в Алфеї |

Опис героїв — другорядні герої
Фара Даулінг (англ. Farah Dowling) — директорка Алфеї, що приховує якийсь секрет, в якому зацікавлені Блум і Беатрікс. (У мультсеріалі персонажка відсутня; прототип — міс Фарагонда)
Сільва (англ. Silva) — керівник Фахівців, безстрашний лідер з холодним поглядом блакитних очей і маніакальною любов'ю до ранніх пробіжок. Замінив Скаю загиблого батька. (У мультсеріалі персонаж відсутній)
Розалінда (англ. Розалінда) — одна з наймогутніших фей Іншого світу, знищила Астер Делл разом з Фарою Даулінг, Беном Гарві і Сільвою з метою винищити Спалених і кривавих відьом. (У мультсеріалі персонажка відсутня)
Бен Гарві (англ. Ben Harvey) — викладач ботаніки в Алфеї, батько Терри й Сема. (У мультсеріалі персонаж відсутній)
Луна (англ. Luna) — королева Солярії, мати Стели. Дуже вимоглива щодо своєї дочки. (У мультсеріалі персонажка присутня, але має геть інший характер)
Каллум (англ. Callum) — помічник міс Даулінг і соратник Беатрікс. (У мультсеріалі персонаж відсутній)
Андреас (англ. Andreas) — спеціаліст, батько Ская і король Еракліона. (У мультсеріалі персонаж присутній, проте його історія була повністю змінена. Також в оригіналі його ім'я — Ерендор)
     = Головна роль у сезоні
     = Другорядна роль в сезоні
     = Гостьова роль у сезоні
     = Не з'являється
Основний акторський склад
| Ебігейл Коуен (англ. Abigail Cowen)                        | Блум Пітерс     | 6 | 6 |
| Ганна ван дер Вестхайзен (англ. Hannah van der Westhuysen) | Стелла          | 6 | 6 |
| Еліша Епплбаум (англ. Elisha Applebaum)                    | Муза            | 6 | 6 |
| Прешес Мустафа (англ. Precious Mustapha)                   | Аіша            | 6 | 6 |
| Еліот Солт (англ. Eliot Salt)                              | Терра Гарві     | 6 | 6 |
| Седі Совералл (англ. Sadie Soverall)                       | Беатрікс        | 6 | 6 |
| Денні Гріффін (англ. Danny Griffin)                        | Скай            | 6 | 6 |
| Фредді Торп (англ. Freddie Thorp)                          | Рівен           | 6 | 6 |
| Джейкоб Дадмен (англ. Jacob Dudman)                        | Сем Гарві       | 5 | 5 |
| Тео Грем (англ. Theo Graham)                               | Дейн            | 6 | 6 |
| Роб Джеймс-Кольєр                                          | Сільва          |   |   |
| Всього епізодів                                            | Всього епізодів | 6 | 6 |

## Український дубляж
- Вікторія Бакун — Блум
- Тетяна Руда — Стелла
- Анна Павленко — Аіша
- Єлизавета Зіновенко — Муза
- Марина Локтіонова — Терра
- Євгеній Лісничий — Скай
- Крістіна Вижу — Флора
- Вероніка Лук'яненко — Беатрікс (сезон 1)
- Анастасія Павленко — Беатрікс (сезон 1)
- Павло Лі — Дейн (сезон 1)
- Олександр Солодкий — Дейн (сезон 2)
- Андрій Соболєв — Рівен
- Наталія Задніпровська — Даулінг
- Олена Узлюк — Королева Луна
- В'ячеслав Дудко — Майк
- Наталія Романько-Кисельова — Ванесса
- Андрій Альохін — Гарві
- Ольга Радчук — Розалінд
- Євгеній Сардаров — Калум
- Роман Молодій — Марко
- Роман Чорний — Андреас
- Юрій Кудрявець — Сільва
- В'ячеслав Хостікоєв — Сем
- А також: Євген Пашин, Олена Борозенець, Анастасія Чубинська, Ангеліна Самчик, Артур Проценко, Євген Шекера, Дмитро Шапкін

Серіал дубльовано студією «Postmodern» на замовлення компанії «Netflix» у 2021—2022 роках.
- Режисер дубляжу — Євгеній Сардаров (сезон 1), Христина Синельник (сезон 2)
- Звукорежисери — Андрій Славинський (сезон 1), Олександр Кривовяз (сезон 2)
- Перекладачки — Олена Бабенко (сезон 1, серії 1, 3, 5), Надія Сисюк (сезон 1, серії 2, 4, 6), Онисія Колесникова (сезон 2)
- Спеціалістки з адаптації — Олеся Запісочна (сезон 2), Раїса Смірнова (сезон 2)
- Звукорежисери перезапису — Юрій Антонов, Олександр Мостовенко, Богдан Єрьоменко
- Менеджерки проєкту — Олена Плугар (сезон 1), Юлія Зинич (сезон 2)

## Виробництво
У 2011 році в інтерв'ю журналу Screen International Іджініо Страффі вперше згадав, що він сподівається адаптувати «Клуб Вінкс» у живій дії. На Ischia Global Fest у 2013 році Страффі заявив, що він продовжує планувати проєкт з Вінкс у плоті й крові, де грають справжні актори. «Рано чи пізно це буде зроблено», — сказав він. У той час Страффі працював над анімаційними проєктами, тому протягом наступних кількох років він перемкнув свою увагу на живу дію. Після роботи продюсером шоу «Club 57», Іджініо оголосив у березні 2018 року, що починається виробництво адаптації «Клубу Вінкс» для дорослих.
Кастинг був проведений в серпні 2019 року. Зйомки серіалу почалися в Ірландії у вересні 2019 року у Віклоу. Брайан Янг є шоуранером серіалу. Виконавчі продюсери: Джуді Коніхан, Кріс Тік'є та Іджініо Страффі. Режисерами серіалу є Ліза Джеймс-Ларссон і Ганна Куїнн. Основним місцем зйомок першого сезону була студія Ashford Studios, де також знімався серіал «Вікінги».
10 грудня 2020 року вийшов тизер серіалу, а 19 січня 2021 року — офіційний трейлер.

## Список серій
| Сезон | Епізоди | Епізоди | Оригінальний випуск | Оригінальний випуск |
| ----- | ------- | ------- | ------------------- | ------------------- |
| 1     | 6       | 6       | 22 січня 2021       | 22 січня 2021       |
| 2     | 7       | 7       | 16 вересня 2022     | 16 вересня 2022     |

### 1 сезон (2021)
| № серії (загалом) | № серії (в сезоні) | Назва серії                                           | Режисер(и)          | Сценарист(и)              | Оригінальна дата показу |
| ----------------- | ------------------ | ----------------------------------------------------- | ------------------- | ------------------------- | ----------------------- |
| 1                 | 1                  | «У царство озер і лісів» «To The Waters And The Wild» | Ліза Джеймс Ларссон | Браян Янг                 | 22 січня 2021           |
| 2                 | 2                  | «Тут немає чужих» «No Strangers Here»                 | Ліза Джеймс Ларссон | Спід Від                  | 22 січня 2021           |
| 3                 | 3                  | «Марні надії смертних» «Heavy Mortal Hopes»           | Ганна Квінн         | Вікторія Бата             | 22 січня 2021           |
| 4                 | 4                  | «Безсилий янгол» «Some Wrecked Angel»                 | Ганна Квінн         | Ніколь Р. Леві            | 22 січня 2021           |
| 5                 | 5                  | «Гірка правда» «Wither Into the Truth»                | Стівен Вулфенден    | Вікторія Бата, Сара Хупер | 22 січня 2021           |
| 6                 | 6                  | «Одержиме серце» «A Fanatic Heart»                    | Стівен Вулфенден    | Брайан Янг                | 22 січня 2021           |

### 2 сезон (2022)
| № серії (загалом) | № серії (в сезоні) | Назва серії                                                      | Режисер(и)       | Сценарист(и)          | Оригінальна дата показу |
| ----------------- | ------------------ | ---------------------------------------------------------------- | ---------------- | --------------------- | ----------------------- |
| 7                 | 1                  | «Легка панічна атака» «Low-Flying Panic Attack»                  | Едвард Базалгетт | Брайан Янг            | 16 вересня 2022         |
| 8                 | 2                  | «Завіяні вітром» «Taken By The Wind»                             | Едвард Базалгетт | Вікторія Бата         | 16 вересня 2022         |
| 9                 | 3                  | «Тепер ти популярна» «Your Newfound Popularity»                  | Селі Апрахаміан  | Аманда Розенберг      | 16 вересня 2022         |
| 10                | 4                  | «За годину до падіння диявола» «An Hour Before the Devil Fell»   | Едвард Базалгетт | Талія Гонзалез        | 16 вересня 2022         |
| 11                | 5                  | «Ти добра чи зла відьма?» «Are You a Good Witch or a Bad Witch?» | Селі Апрахаміан  | Ванесса Джеймс Бентон | 16 вересня 2022         |
| 12                | 6                  | «Бідолахи» «Poor Unfortunate Souls»                              | Девід Мур        | Шейна Фьюелл          | 16 вересня 2022         |
| 13                | 7                  | «Шалені відьми» «All the Wild Witches»                           | Девід Мур        | Грегорі Локлір        | 16 вересня 2022         |

## Книги
Книга «Шлях Феї» (англ. The Fairies' Path) вийшла 2 лютого 2021 року, у ній розповідається про події першого сезону та додаткову інформацію, яка не увійшла в остаточну версію серіалу. Авторкою цієї книги є Сара Різ Бреннан під псевдонімом Ава Корріган.
Згодом у серпні 2022 року ця ж авторка випустила книгу «Розпалюючи Вогонь» (англ. Lighting the Fire). У ній розповідається передісторія головних дійових осіб.